# Rivulus weberi
 Rivulus weberi és un peix de la família dels rivúlids i de l'ordre dels ciprinodontiformes.

## Morfologia
Els mascles poden arribar als 9 cm de longitud total.

## Distribució geogràfica
Es troba a Centreamèrica: Panamà.